# Wahlenbergia tenuiloba
Wahlenbergia tenuiloba là loài thực vật có hoa trong họ Hoa chuông. Loài này được Thulin miêu tả khoa học đầu tiên năm 1975 publ. 1976.